# Aludel

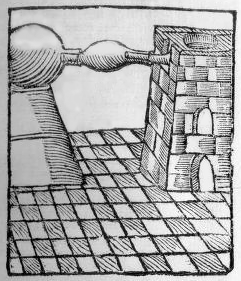

In der frühen Chemie (Alchemie) und Pharmazie sind Aludel besondere Töpfe, die der Sublimation dienen. Sie sind aus Ton, ohne Boden und ineinander zu einem Turm gestapelt. Der unterste wird mit einem Topf verbunden, in dem sich die zu sublimierende Substanz befindet. Alle Nähte werden mit Lehm verschlossen und die ganze Apparatur ins Feuer gestellt. Das oberste Gefäß dient dem Auffangen der sublimierten Substanz. 

## Weblink
- Alchemistisches Glossar (Memento vom 16. April 2013 im Internet Archive)